# Olympische Sommerspiele 1984/Teilnehmer (Cayman Islands)
| Gelbes Symbol für Goldmedaillen mit stilisierten Olympischen Ringen | Graues Symbol für Silbermedaillen mit stilisierten Olympischen Ringen | Braundes Symbol für Bronzemedaillen mit stilisierten Olympischen Ringen |
| ------------------------------------------------------------------- | --------------------------------------------------------------------- | ----------------------------------------------------------------------- |
| —                                                                   | —                                                                     | —                                                                       |

Die Cayman Islands nahmen an den Olympischen Sommerspielen 1984 in Los Angeles, USA, mit einer Delegation von acht Sportlern (sieben Männer und eine Frau) teil.

## Teilnehmer nach Sportarten

### Radsport
- Craig Merren
Straßenrennen: DNF
100 Kilometer Mannschaftszeitfahren: 22. Platz

- David Dibben
Straßenrennen: DNF
100 Kilometer Mannschaftszeitfahren: 22. Platz

- Alfred Ebanks
Straßenrennen: DNF
100 Kilometer Mannschaftszeitfahren: 22. Platz

- Aldyn Wint
Straßenrennen: DNF
100 Kilometer Mannschaftszeitfahren: 22. Platz

- Ernest Moodie
Sprint: 3. Runde
1000 Meter Einzelzeitfahren: 24. Platz
Punkterennen: Vorrunde

- Merilyn Phillips
Frauen, Straßenrennen: DNF

### Segeln
- Carson Ebanks
470er: 28. Platz

- John Bodden
470er: 28. Platz